# 마스터잎귀쥐
마스터잎귀쥐(Phyllotis magister)는 비단털쥐과에 속하는 설치류이다. 칠레와 페루에서 발견된다.